# Grünhügel
Grünhügel ist ein Gemeindeteil der Stadt Gefrees im Landkreis Bayreuth (Oberfranken, Bayern). Grünhügel liegt in der Gemarkung Grünstein.

## Geografie
Die Einöde liegt auf freier Flur am Westrand des Fichtelgebirges. Ein Anliegerweg führt 300 Meter südwestlich zu einer Gemeindeverbindungsstraße, die nördlich nach Grünstein bzw. südlich nach Metzlersreuth verläuft.

## Geschichte
Gegen Ende des 18. Jahrhunderts bestand Grünhügel aus zwei Anwesen. Die Hochgerichtsbarkeit stand dem bayreuthischen Stadtvogteiamt Gefrees zu. Das bayreuthische Amt Stein war Grundherr der beiden Halbhöfe.
Von 1797 bis 1810 unterstand Grünhügel dem Justiz- und Kammeramt Gefrees. Infolge des Ersten Gemeindeedikts wurde Grünhügel dem 1812 gebildeten Steuerdistrikt Metzlersreuth und der zugleich entstandenen Ruralgemeinde Grünstein zugewiesen.  Am 1. April 1927 wurde Grünhügel nach Gefrees eingegliedert.

### Ehemalige Baudenkmäler
- Haus Nr. 1: Eingeschossiger Wohnstallbau mit Satteldach und Ecklisenen, frühes 19. Jahrhundert. Wohnungs- und Stalltür korbbogig und von Pilastern flankiert.[8]
- Haus Nr. 2: Ehemals eingeschossiger Wohnstallbau mit Ecklisenen, die korbbogige Haustür mit Pilastern und Archivolte gerahmt, Anfang des 19. Jahrhunderts.[8]

### Einwohnerentwicklung
| Jahr      | 001812 | 001819 | 001861 | 001871 | 001885 | 001900 | 001925 | 001950 | 001961 | 001970 | 001987 |
| Einwohner | 8      | 8      | 14     | 15     | 14     | 15     | 9      | 12     | 7      | 5      | 5      |
| Häuser    | 2      |        |        |        | 1      | 2      | 2      | 2      | 2      |        | 1      |
| Quelle    | [ 6 ]  | [ 10 ] | [ 11 ] | [ 12 ] | [ 13 ] | [ 14 ] | [ 15 ] | [ 16 ] | [ 17 ] | [ 18 ] | [ 1 ]  |

## Religion
Grünhügel ist seit der Reformation evangelisch-lutherisch geprägt und bis heute nach St. Johannes der Täufer (Gefrees) gepfarrt.